# Гаунтлетт, Цунэко
Цунэко Гаунтлетт, при рождении Ямада Цунэ (26 октября 1873, Андзё, Айти — 29 ноября 1953, Токио) — японская феминистка, активистка движения за женское избирательное право и за трезвость.

## Биография

Цунэко и Эдварт Гаунтлетт, 1949 год

Ямада Цунэ родилась в 1873 году в префектуре Айти в самурайской семье. На неё оказала влияние мать, которая была угнетена своим мужем и находила утешение в христианской вере, которой учила Цунэ. В 19 лет Ямада стала участницей Женского христианского союза трезвости (англ. Women’s Christian Temperance Union). По рекомендации своего дяди она поступила в Женскую школу Сакураи, где училась у Ядзимы Кадзико. После учёбы Цунэ начала преподавать английский язык и работала переводчицей у американского миссионера. Заработанным она делилась с семьёй, которая обеднела из-за болезни отца.
В это время Ямада познакомилась с Эдвардом Гаунтлеттом, который через два с половиной года предложил ей выйти за него замуж, но в этот момент Цунэ была занята женским активизмом. Ещё через полтора года, 26 октября 1898, пара провела церемонию бракосочетания в Токио, однако возникли юридические проблемы ввиду того, что Эдвард Гаунтлетт был иностранцем. Юрист предложил вычеркнуть имя Цунэко из косэки, после чего её родители заявили о пропаже девушки без вести. Одновременно с этим было подано ходатайство на получение британского гражданства. Через три месяца заявка была одобрена, и в 1899 году пара официально заключила брак.
После Второй мировой войны Ямада стала шестым председателем ЖХСТ. 29 ноября 1953 года она умерла.

## Феминизм
В 1920-х годах Цунэко Гаунтлетт активно участвовала в феминистическом движении. В 1920 году она приняла участие в восьмой международной конференции Международного альянса женщин в Женеве. После того, как японское отделение ЖХСТ поддержало идею борьбы за избирательные права женщин, в июле 1921 года Гаунтлетт и Отими Кубусиро создали организацию «Японская ассоциация христианского женского избирательного права». В сентябре 1937 года восемь основных женских организаций Японии объединились в «Альянс женских организаций величайшей Японии», президентом которой стала Гаунтлетт. Альянс организовывал протесты за снятие запрета на работу женщин в шахтах и другие акции.